# Longueur de persistance
La longueur de persistance est une propriété mécanique permettant de caractériser la rigidité d'un polymère linéaire. La longueur de persistance est la longueur maximale d’un polymère pour laquelle les conformations du premier et du dernier monomère sont liées l’une à l’autre. Au-delà de cette longueur caractéristique, ces conformations ne sont plus ni liées ni corrélées ; elle définit la rigidité intrinsèque du polymère. Quand la longueur du polymère est égale à sa longueur de persistance, sa forme, sa conformation, est maintenue malgré l'incidence des agitations thermiques locales. La longueur de persistance peut être mesurée à l'aide des pinces optiques ou du microscope à force atomique,. 